# Podsuche (obwód lwowski)
Podsuche (ukr. Підсухе) – wieś w rejonie drohobyckim obwodu lwowskiego.